# 八田徳三郎
八田 徳三郎（はった とくさぶろう、1871年6月5日（明治4年4月18日） - 1935年（昭和10年）1月3日）は、明治から大正時代の政治家。実業家。銀行家。貴族院多額納税者議員。

## 経歴
広島県出身。安部民治の再従弟として生まれ、1900年（明治33年）9月、八田家の養子となり1904年（明治37年）7月に家督を相続する。1904年（明治37年）以降、広島地方森林会議員、郵便局長、崇徳銀行、芸防抄紙、広島電灯各取締役、広島銀行監査役などを歴任した。
1911年（明治44年）広島県多額納税者として貴族院議員に互選され、同年9月29日から1916年（大正5年）4月27日まで在任した。